# Mölleröds slott

Mölleröds slott är en slottsruin i Tyringe församling i Hässleholms kommun, cirka 1,5 km sydost om Finja. 

## Møllerød kronoegendom och slott
Slottet uppfördes omkring skiftet 1500-1600-tal i anslutning till den danska kronoegendomen och lantbruket Møllerød med vattenmölla vid Almaån vid Finjasjöns norra strand i dåvarande danska norra Skåne. Egendomen förlänades som en tacksamhetsgåva av Christian IV till drottning Anna Katarina av Brandenburgs hovmästarinna Beate Huitfeldt (1554-1626) och dennas make Knud Ebbesen Ulfeldt, riddare, riksråd och befallningsman på Landskrona slott. Beate Huitfeldt, som tillhörde en mäktig dansk familj i besittning av bland annat Lillö borg i norra Skåne, tog sedermera också utöver parets barn också hand om vårdnaden av barnen till Christian IV och dennes nya hustru Kirsten Munk. Efter att maken 1586 avlidit i Møllerød lät fru Huitfeldt bygga Møllerøds slott och därpå även Svenstorps slott utanför Lund. Slottet sägs ha varit en storslagen tre våningar hög huvudbyggnad med bastioner, vallgravar, stor park och jordbruksmark och "lika många fönster som årets dagar". Christian IV bodde ofta på slottet i anslutning till uppförandet av hans nya stad Kristianstad och landsvägen mellan Helsingborg och Kristianstad passerade förbi slottet.

## Mölleröds kungsgård
Det var en orolig plats eftersom slottet låg nära gränstrakterna mellan det danska Skåne och Sverige. Under Skånska kriget år 1678 brändes slottet ned, sannolikt av retirerande danska trupper med hjälp av snapphanar. Slottet förblev en ruin, idag belägen mitt ute i skogsterrängen, och stenar därifrån användes som byggmaterial till den nya svenska Mölleröds kungsgård, som under svenska Kronan från 1680 började ersätta de förstörda kringbyggnaderna ett hundratal meter från ruinen. Kungsgårdens huvudbyggnad uppfördes i början av 1800-talet och fungerade sedermera även som ryttmästareboställe för Norra skånska kavalleriregementet. Mellan 1907 och 2000 var Mölleröd del av Hässleholms militära övningsområden och från 1950-talet till 2000 tjänade kungsgården som militär anläggning. Kungsgården är fortfarande bevarad i gott skick. 
I närområdet upptäcktes på 1990-talet rester av vad som anges som den äldsta kända boplatsen i Sverige. Tvärsöver Finjasjön ligger ett annat 1600-talsslott, Hovdala slott.